# Albert Fedel
Pour les articles homonymes, voir Fédel.
 (juillet 2025).
Il peut être nécessaire de l'améliorer pour respecter le principe de neutralité de point de vue. Veuillez consulter la page de discussion pour plus de détails.

Albert Fedel, est un professeur agrégé de lettres et un syndicaliste  français, né le 12 novembre 1870 à Auch (Gers) et mort le 29 décembre 1961 à Paris.

## Biographie
Fils d'un ferblantier, il est élève au lycée d'Auch, puis de 1888 à 1890, au lycée Lakanal de Sceaux. Reçu en 1891 à l’École normale supérieure il se classe en 1894 second au concours de l’agrégation de lettres, juste derrière Édouard Herriot. Il est nommé professeur au lycée de Moulins d'octobre 1894-1896
puis au lycée de Bordeaux  de 1896 à 1899.
Le recteur de l’académie de Bordeaux note pour l’année 1897-1898 "M.Fédel a un caractère difficile, une haute opinion de lui-même et sans doute une opinion moins favorable de ses chefs", mais "son enseignement est solide, de qualité supérieure. M. Fédel pourra réussir à Paris". En octobre 1898, l'administration ayant accepté d'inscrire en classe supérieure des élèves refusés aux examens de passage, il fait distribuer auprès de ses collègues une circulaire de protestation: "il y a quelque chose d’offensant pour nous et nos décisions ", et demande qu'ils lui signalent « les faits de ce genre, afin de faire de tous [leurs] griefs un petit paquet » qu'il veut mettre « sous les yeux de l'administration. » Convoqué par le recteur Bizos, il se présente avec une demi-heure de retard.
Lors du Congrès congrès national de l'enseignement secondaire de 1898, il dépose une proposition de vœu pour protester contre « la suppression de la gratuité des frais d’études accordée précédemment dans les lycées aux enfants des instituteurs » ce qui privait ces établissements "d’un grand nombre de bons élèves". Lors du Congrès suivant, il assiste le président de séance le 6 avril 1899.
En 1899, il est élu délégué des agrégés de lettres aux élections du Conseil académique de Bordeaux sous le programme suivant: "Je ferai en sorte que notre dignité professionnelle soit respectée toujours et partout, et que les membres de l’enseignement secondaire obtiennent tous les égards auxquels ils ont droit". Lors de la première réunion du conseil, il s’en prend au « crétinisme de certains élèves » et à l’"inertie de certains parents". En novembre 1899, il dépose un vœu relatif aux déplacements disciplinaires des lycées et collèges devant le Conseil académique de Bordeaux. Il reçoit un « blâme sévère » et est déplacé au lycée de Gap avec interruption du traitement durant le temps du déménagement. En guise de protestation contre cette sanction, ses élèves manifestent devant le rectorat. 
Il est ensuite affecté en 1899-1900 au lycée d'Avignon, en 1900-1901 au lycée de Nîmes, puis de 1901 à 1904 au lycée de Lyon, enfin de 1904 à 1906 au lycée Rollin à Paris. 
Du 21 avril 1905 au 16 juillet 1920, il est président de la Fédération nationale des professeurs des lycées de garçons et du personnel de l'enseignement secondaire féminin, l'organisation à l'origine du SNALC. À ce titre il est nommé en 1906, membre de la commission extraparlementaire sur les traitements, bien après ses collègues des autres fédérations À la tête de la Fédération, il se prononce en faveur d'une instruction de qualité et rappelle la haute idée qu'il se fait de son métier. Lors du 3e Congrès de l'organisation en 1907 il affirme par exemple qu'à ses yeux « la fonction propre de l'Enseignement secondaire [...] consiste essentiellement à éveiller le jugement, le goût et la liberté de l'esprit en mettant les jeunes intelligences en état de profiter avec fruit du mouvement littéraire, philosophique, historique et scientifique. » En 1911 il précise que l'amicale  n'a pour objet que la défense de cet idéal exigeant : "C’est parce qu’on a cru qu’on pouvait tout se permettre contre nous, qu’on pouvait dépouiller l’enseignement secondaire, le modifier impunément, défaire l’œuvre de la veille pour la rétablir peut-être le surlendemain sous un autre nom, traiter les professeurs comme des rouages inertes et leur imposer les théories pédagogiques les plus extravagantes que l’on a créé parmi nous l’état d’esprit qui a fait naître notre Fédération".
Infatigable défenseur de la liberté pédagogique, il déclare lors de la conférence organisée par le Musée pédagogique en 1909 sur l'enseignement du français que les professeurs demandent « le plus de liberté possible, le plus d'initiative possible, le moins de circulaire possible ». Et il ajoute en direction des officiels et de Gustave Lanson, sous les applaudissements de ses collègues  : "Soyez persuadés que les méthodes les meilleures (en fût-il de meilleures que celles que nous avons suivies, en fût-il de bien meilleures que la vôtre), soyez persuadés que ces méthodes ne vaudront rien si le professeur ne se préoccupe pas, auparavant, de les adapter à la composition particulière de sa classe; et, j'irai plus loin, soyez persuadés que ces méthodes ne vaudront rien, si le professeur n'y croit pas".
Il enseigne dans les classes secondaires des lycées lycée Henri-IV (1906-1913) et Louis-le-Grand (1913-1914) avant d'être nommé en première supérieure au lycée Lakanal (1914-1923) puis au lycée Henri-IV de Paris (octobre 1923-1er août 1934). De 1925 à 1961, il est trésorier de l'Association amicale des anciens élèves de l'École Normale Supérieure. Du 9 novembre 1927 à janvier 1938 il est membre du Conseil supérieur de l'instruction publique où il succède à Henri Bernès. Il y défend avec beaucoup d'énergie les intérêts des professeurs, multipliant notamment les pourvois devant le Conseil d'État. 
Fedel préside le Congrès National du SNALC des 17 et 18 mars 1940 qui vote une motion contre le nazisme et le stalinisme :
« Les membres du Syndicat National des Lycées, Collègues et Cours secondaires, réunis en congrès à Paris, les 17 et 18 mars 1940, profondément indignés par les agressions commises successivement contre l’Autriche, la Tchécoslovaquie, la Pologne et la Finlande, par les Gouvernements allemand et soviétique, agressions suivies d’atrocités dans les pays momentanément occupés et dont le but avoué est à la fois l’asservissement des populations sans défense et l’anéantissement des élites intellectuelles de ces pays, protestent contre ce retour à une barbarie qu’on aurait pu croire révolue, envoient aux peuples martyrisés, et particulièrement à leurs collègues universitaires, l’assurance de toute leur douloureuse sympathie en attendant le jour où nos armées victorieuses rétabliront dans le monde le droit des hommes à vivre et à penser librement; et demandent à la Fédération Internationale des Professeurs de l’Enseignement Secondaire Officiel, de condamner sans équivoque les nations qui foulent aux pieds les droits de l’intelligence et de l'humanité. »
Pendant l'occupation, il est résistant et fournit des faux papiers aux étudiants juifs et aux réfractaires du STO.
Albert Fedel avait été fait Chevalier dans l'ordre de la Légion d'honneur (décret paru au JORF du 19 août 1924) puis Commandeur dans l'Ordre de la légion d'honneur (1960). Cette dernière décoration lui est remise par son ancien élève, Louis Joxe, alors ministre de l'Éducation nationale qui se déplace pour l'occasion dans l'appartement du vieil homme. Le 17 juin 1967, Roger Joxe rendra à son tour hommage à son professeur décédé :
« Mais quels maîtres aussi ! C'était Albert Fedel notre héros et notre Dieu. Notre Surgé, en ce même Lakanal l'avait jadis connu Khâgneux, nous le décrivait, coiffé d'un immense bonnet de fourrure, se bagarrant de tous ses poings, dans la cour, pour une bonne et juste cause. Il nous expliquait la Chanson de Roland et nous la récitions avec lui. Liquens Roland ! Liquens Fedel ! Il était la vivante figure du légendaire Khâgnal, que d'années en années, les anciens transmettaient aux nouveaux, et nous chantions sa geste. Ô Pauvre bizuth ! Que viens-tu faire ici ? Fedel est titulaire de deux, peut-être trois agrégations, et tu ne seras jamais licencié ! ».

## Publications
En collaboration avec Julien Girard, Contiones latinae. Sive orationes. Ex Tito Livio, Sallustio, Caesare, Tacito, Q. Curtio, Ammiano Marcellino. Librairie Ch. Delagrave. Sans date [1901] Percaline. IV-869 pages. 
Académie de Toulouse. Lycée d'Auch. Discours prononcé à la distribution des prix le 13 juillet 1928, par M. Albert Fedel, ... Cahors, impr. de Coueslant, 1928. In-8°, 7 p. Académie de Toulouse. Lycée d'Auch. Éditeur scientifique 
Élections du 11 avril 1934 au Conseil supérieur de l'Instruction publique . [Allocutions de MM. T. Suran, Albert Fedel et Léo Perrotin.] Cahors : impr. de Coueslant, (s. d.) In-8°, 4-4-3 p.